# Yekaterina Savtchenko
Pour les articles homonymes, voir Savtchenko.
Yekaterina Savchenko (née Aleksandrova, en russe Екатерина Александровна Савченко Александрова, le 3 juin 1977) est une athlète russe, spécialiste du saut en hauteur.
Elle a été championne de Russie en 2006.

## Palmarès
| Année | Compétition                    | Lieu     | Place | Marque       |
| ----- | ------------------------------ | -------- | ----- | ------------ |
| 2006  | Championnats du monde en salle | Moscou   | 4e    | 1,98 m       |
| 2006  | Championnats d'Europe          | Göteborg | 7e    | 1,95 m       |
| 2006  | DécaNation                     | Paris    | 1re   | 1,93 m       |
| 2007  | Championnats du monde          | Osaka    | 5e    | 2,00 m (=PB) |
| 2008  | Championnats du monde en salle | Valence  | 8e    | 1,93 m       |

## Records
| Épreuve         | Épreuve   | Performance | Lieu            | Date                              |
| --------------- | --------- | ----------- | --------------- | --------------------------------- |
| Saut en hauteur | Plein air | 2,00 m      | Dudelange Osaka | 1er juillet 2007 2 septembre 2007 |
| Saut en hauteur | Salle     | 2,00 m      | Bucarest        | 17 février 2008                   |

## Sources
- (en) Cet article est partiellement ou en totalité issu de l’article de Wikipédia en anglais intitulé « Yekaterina Savchenko » (voir la liste des auteurs).